# Imperial Airways
Imperial Airways fue la primera compañía aérea comercial británica de largo alcance, cuyas operaciones se desarrollaron entre 1924 y 1939, volando a diversos lugares de Europa y sobre todo a las posesiones imperiales en Sudáfrica, India y el Lejano Oriente, incluyendo Australia y Nueva Zelanda, mediante alianzas con compañías locales como Qantas Empire y Tasman Empire Airways Ltd.

## Historia y notas
Creada en 1923 siguiendo el dictamen del Comité Hambling que recomendaba la fusión de las principales aerolíneas existentes para crear una compañía lo suficientemente fuerte para permitir el desarrollo de los servicios aéreos internacionales británicos ayudada con una subvención anual de 1 millón de libras durante 10 años, Imperial Airways fue constituida el 31 de marzo de 1924 a partir de British Marine Air Navigation Company Ltd. (3 aviones), Daimler Airway (5 aviones), Handley-Page Transport Ltd. (3 aviones) y S. Instone & Co Ltd. (2 aviones). Las operaciones de tierra estaban centralizadas en el aeropuerto de Croydon, situado en el sur de Londres.
El primer vuelo comercial tuvo lugar el 16 de julio de 1926, momento en que se abrió un servicio diario Croydon-París.  El primer avión nuevo de Imperial, el trimotor de 20 plazas Armstrong Whitworth Argosy fue el que entró en servicio en la ruta a París. En el primer año de operaciones la compañía transportó 11.395 pasajeros y 212.380 cartas.
La extensión del servicio al Imperio Británico (Servicios Imperiales) no comenzó hasta 1927 cuando, con la llegada de seis nuevas aeronaves, se inauguró el servicio El Cairo-Basora. De todas formas, el primer vuelo imperial desde Londres no tuvo lugar hasta 1929, año en que se abrió la línea a Karachi operada con nuevos hidroaviones Short S.8 Calcutta, aviones que por estar en el Mar Mediterráneo, obligaban a transportar a los pasajeros desde París hasta Génova en tren, desde donde los Calcutta partían hacia Roma-Nápoles-Corfú-Atenas-Suda (Creta)-Tobruk-Alejandría. De Alejandría despegaban los  de Havilland DH.66 Hercules hacia Karachi, vía Gaza, Bagdad, Basra, Bushire, Lingeg, Jask y Gwadar.
En febrero de 1931 se inició un servicio semanal entre Londres y Tanganika como parte de la ruta a Ciudad del Cabo y en abril se realizó un vuelo experimental Londres-Australia con correo a bordo; el correo fue transferido a las Indias Orientales Neerlandesas tardando 26 días en llegar a Sídney. La compra de ocho tetramotores Handley Page HP.42E aumentó el alcance de los servicios, de modo que, en 1932 la línea africana fue prolongada hasta Ciudad del Cabo.
En 1934 Imperial y Qantas (Queensland and Northern Territory Aerial Services Ltd.) formaron la Qantas Empire Airways Ltd. para extender sus servicios por el Sureste Asiático. Sin embargo, no sería hasta 1937 con los hidrocanoas Short Empire cuando Imperial pudo ofrecer un servicio real entre el puerto de Southampton y el imperio. El viaje a Ciudad del Cabo consistía en varios vuelos Marsella-Roma-Brindisi-Atenas-Alejandría-Jartum-Port Bell-Kisumu para trasbordar a otro avión con base en Nairobi y volar a Mbeya y finalmente a Ciudad del Cabo. Se realizaron vuelos de prueba sobre el Atlántico y a Nueva Zelanda. A mediados de 1937 Imperial completó el millar de servicios al Imperio.

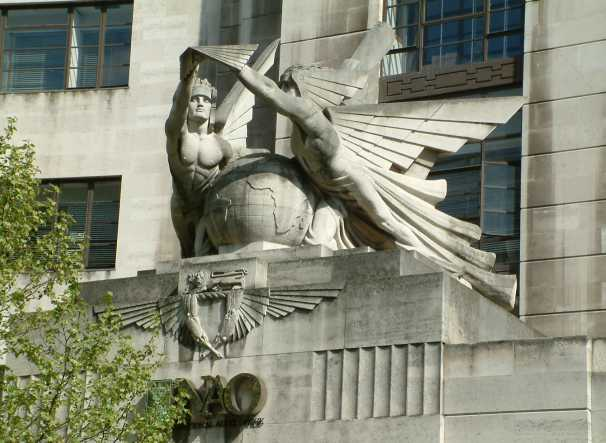
Speed Wings Over the World, estatua situada en la entrada principal de la Empire Terminal; por Eric Broadbent

El Programa de Correo Aéreo Imperial comenzó en julio de 1937; a mediados de 1938 100 toneladas de correo habían sido entregadas en India y una cantidad similar en África. En el mismo año comenzó la construcción de la Empire Terminal en Victoria (Londres), diseñada por A. Lakeman y presidida por una estatua de Eric Broadbent, Speed Wings Over the World, situada sobre la entrada principal. La terminal proporcionaba conexiones ferroviarias al puerto de salida de los hidroaviones en Southampton y al aeropuerto de Croydon hasta que fue cerrado. La terminal se mantuvo en funcionamiento hasta 1980.
Comparada con otros operadores (Air France, KLM, Lufthansa), Imperial se quedaba rezagada en Europa y parecía necesario que todas las operaciones europeas fuesen transferidas a su competidora British Airways Ltd, fundada en 1935 y con una flota mucho más moderna y mejor organizada. Sin embargo en noviembre de 1939 tanto Imperial como British Airways Ltd fueron fusionadas en una nueva compañía de propiedad estatal: British Overseas Airways Corporation (BOAC). La nueva aerolínea adoptó el logotipo Speedbird de Imperial, que evolucionó hasta el actual logo Speedmarque de British Airways, además de que la palabra Speedbird sigue empleándose como código de British Airways.

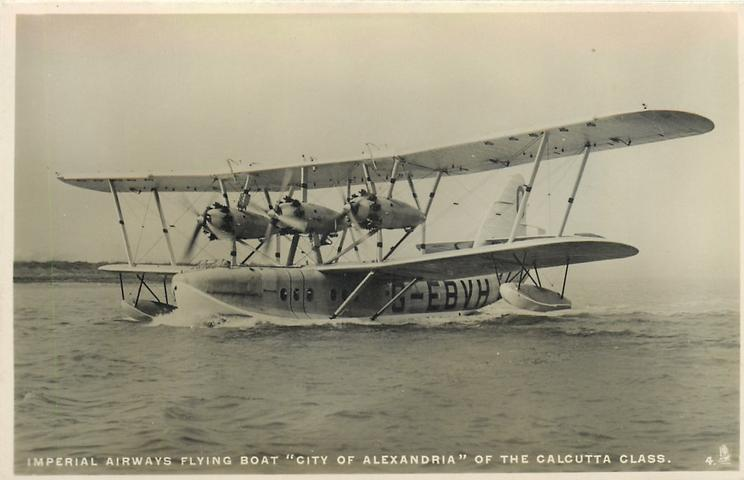
Short Calcutta (G-EBVH) de Imperial Airways (1937)

## Flota histórica

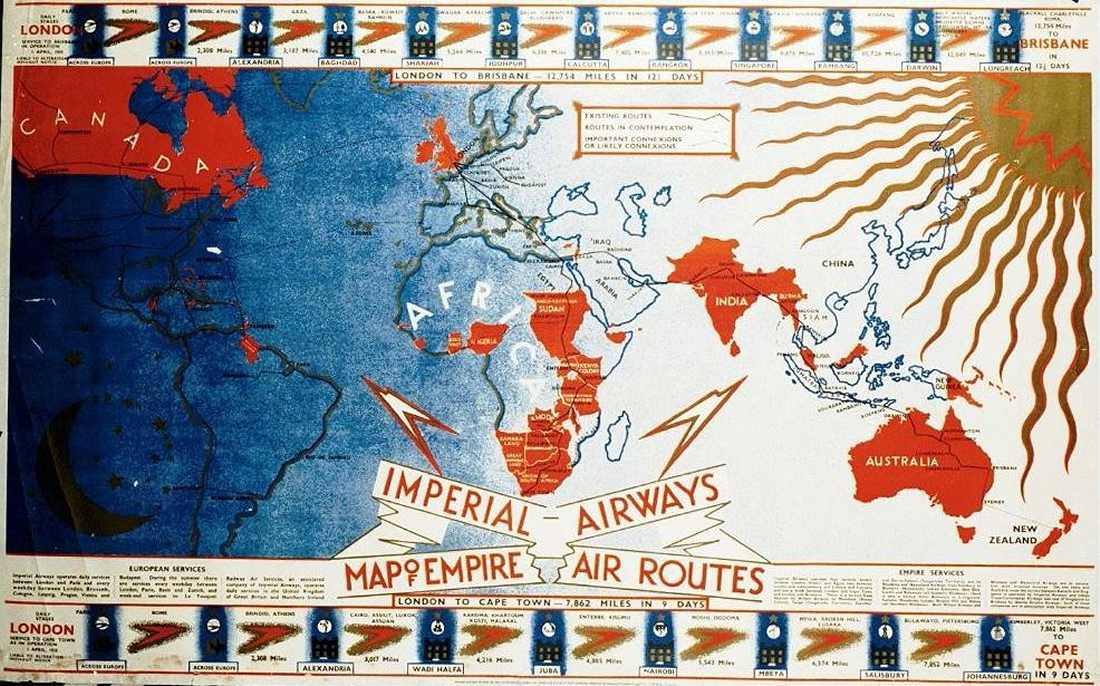
Destinos de Imperial Aiways (finales de la década de 1930)

| Aeronaves                        | Total | Introducido | Retirado | Matrículas |
| -------------------------------- | ----- | ----------- | -------- | --- |
| De Havilland DH-86 Express       | 11    | 1934        | 1939     | G-ACWC, G-ACWD, G-ADCM, G-ADCN, G-ADFF, G-ADUE, G-ADUF, G-ADUG, G-ADUH, G-ADUI y G-AEAP |
| De Havilland DH-89 Dragon Rapide | 1     | 1939        | 1939     | G-ACPR |
| Douglas DC-2                     | 1     | 1939        | 1939     | G-AGAD |
| Handley Page HP-42/45            | 8     | 1931        | 1939     | G-AAGX, G-AAUC, G-AAUD, G-AAUE, G-AAXC, G-AAXD, G-AAXE y G-AAXF |
| Junkers Ju 52                    | 1     | 1939        | 1939     | G-AGAE |
| Lockheed L-14 Super Electra      | 6     | 1938        | 1939     | G-AGAA, G-AGAB, G-AGAC, G-AGAV, G-AFGN y G-AFZZ |
| Short Empire                     | 29    | 1936        | 1939     | G-AFPZ, G-ADHL, G-ADHM, G-ADUU, G-ADUV, G-ADUW, G-ADUX, G-ADUY, G-ADUZ, G-ADVA, G-ADVB, G-AEUE, G-AEUI, G-AEUH, G-ADVC, G-ADVD, G-ADVE, G-AETW, G-AETX, G-AETZ, G-AEUF, G-AFCW, G-AFCX, G-AFCT y G-AFKZ |
| Short Kent                       | 3     | 1931        | 1938     | G-ABFA, G-ABFB y G-ABFC |
| Short Scylla                     | 2     | 1934        | 1939     | |